# Boulin
Boulin település Franciaországban, Hautes-Pyrénées megyében. Lakosainak száma 300 fő (2022. január 1.). Boulin Oléac-Debat, Aureilhan, Lizos, Orleix, Sarrouilles és Souyeaux községekkel határos.

## Népesség
A település népességének változása:
| Lakosok száma | 273  | 283  | 293  | 288  | 292  | 295  | 299  | 301  | 300  |
|               | 2013 | 2015 | 2016 | 2017 | 2018 | 2019 | 2020 | 2021 | 2022 |